# Adriaen Fonteyn
Adriaen Lucasz. Fonteyn,   o Fonteijn (Ypres, 1606  - 1626 – Rotterdam, 25-31 dicembre 1661), è stato un pittore olandese di origine fiamminga, del secolo d'oro.

## Biografia
Figlio di Lucas, è incerto l'anno della sua nascita, che si pensa sia compreso tra il 1606 ed il 1626. Non è sicuro nemmeno presso quale maestro apprese l'arte pittorica, probabilmente Pieter de Bloot. Nel 1626 si trasferì con la famiglia a Rotterdam, dove il 16 luglio 1645 sposò Aeltie Brants o Sibrants e dove rimase e lavorò fino alla morte.
Si dedicò principalmente alla pittura di soggetti di genere e religiosi, alla rappresentazione di vedute di città e viste topografiche, utilizzando solitamente colori a olio. Un suo Mercato del bestiame si trova presso il Museo della Antichità a Rotterdam, una veduta della Mosseltrap a Rotterdam presso il Rijksmuseum di Amsterdam.
La sua produzione artistica lo fa ritenere un seguace di Anthonie Palamedes.